# ایگل گروو (جورجیا)
ایگل گروو (به انگلیسی: Eagle Grove) یک منطقهٔ مسکونی در ایالات متحده آمریکا است که در جورجیا واقع شده‌است. ایگل گروو ۱۶۴ نفر جمعیت دارد و ۲۵۰٫۸۵ متر بالاتر از سطح دریا واقع شده‌است.